# Aphytis argenticorpus
Aphytis argenticorpus är en stekelart som beskrevs av Rosen och Debach 1979. Aphytis argenticorpus ingår i släktet Aphytis och familjen växtlussteklar. Inga underarter finns listade i Catalogue of Life.